# Platoon Leader – Der Krieg kennt keine Helden
Platoon Leader – Der Krieg kennt keine Helden (Originaltitel: Platoon Leader) ist ein US-amerikanischer Antikriegsfilm aus dem Jahr 1988. Unter der Regie von Aaron Norris ist Michael Dudikoff in der Hauptrolle zu sehen.

## Handlung
Die Handlung findet in Vietnam während des Vietnamkrieges statt. Lt. Jeff Knight, frisch aus der Militärakademie, wird zu einem Außenposten geschickt. Die Männer aus seiner Einheit respektieren ihn erst dann, als er im Kampf verwundet wurde. Danach kämpfen sie, als Einheit zusammengeschweißt gegen den Vietcong um ein Dorf, wobei Lt. Jeff Knight bis dahin ein Experte im Kampf wird, der selbst von seinen Vorgesetzten respektiert wird. Dabei erlebt er aber auch die Grausamkeit des Krieges.

## Synchronisation
| Charakter        | Darsteller        | Synchronsprecher  |
| ---------------- | ----------------- | ----------------- |
| Jeff Knight      | Michael Dudikoff  | Christian Tramitz |
| Michael McNamara | Robert F. Lyons   | Leon Rainer       |
| Raymond Bacera   | Michael DeLorenzo | Jan Odle          |

## Kritik
„Der Film gibt sich kritisch, aber die Fassade ist hohl: Ihm liegt nichts an der Frage nach dem Sinn dieses Gemetzels, er feiert vielmehr den Krieg in Vietnam als reines Männerabenteuer.“

Bei Cinema wird der Film als „jämmerlicher Reißer“ und „schundiger Abklatsch“ des zwei Jahre zuvor unter der Regie von Oliver Stone abgedrehten Antikriegsfilms Platoon bezeichnet.